# Anthurium subulatum
Anthurium subulatum är en kallaväxtart som beskrevs av Nicholas Edward Brown. Anthurium subulatum ingår i släktet Anthurium och familjen kallaväxter. Inga underarter finns listade.